# 萬縣洄瀾塔
萬縣洄瀾塔（塔身書逥澜塔）位於重慶市萬州區江南新區管委會南山公園，文物遺址年代為清代，2009年12月15日列為第二批重慶市文物保護單位。